# Kristina Riis-Johannessen
Kristina Riis-Johannessen (5 marzo 1991) è un'ex sciatrice alpina norvegese, vincitrice della Coppa Europa nel 2017.

## Biografia
Kristina Riis-Johannessen fece il suo esordio in gare valide ai fini del punteggio FIS il 25 novembre 2006, in uno slalom speciale a Bjorli classificandosi 30ª. Il 5 marzo 2008 debuttò in Coppa Europa nella discesa libera di Haus, giungendo 36ª, e il 28 novembre 2011 debuttò in Nor-Am Cup partecipando allo slalom speciale di Loveland e classificandosi 8ª; il 13 dicembre successivo conquistò il primo podio nel circuito arrivando 3ª nello slalom speciale di Panorama e il 17 dicembre 2013 l'unica vittoria, a Vail sempre in slalom speciale.
Il 10 dicembre 2016 colse a Lillehammer Kvitfjell in combinata la prima vittoria, nonché primo podio, in Coppa Europa; al termine di quella stessa stagione 2016-2017 si aggiudicò il trofeo continentale. Esordì in Coppa del Mondo il 29 dicembre 2016 a Semmering, senza concludere lo slalom speciale in programma, e ai Campionati mondiali a Sankt Moritz 2017, dove si classificò 29ª nella discesa libera, 21ª nel supergigante, 31ª nello slalom gigante e non completò la combinata; il 21 febbraio 2020 conquistò l'ultima vittoria, nonché ultimo podio, in Coppa Europa, a Sarentino in combinata.
Ai Mondiali di Cortina d'Ampezzo 2021, sua ultima presenza iridata, vinse la medaglia d'oro nella gara a squadre, non completò lo slalom speciale e non si qualificò per la finale nello slalom parallelo; il 13 marzo dello stesso anno conquistò a Åre in slalom speciale il miglior piazzamento in Coppa del Mondo (7ª). Si ritirò all'inizio della successiva stagione 2021-2022 e la sua ultima gara fu lo slalom speciale di Coppa del Mondo disputato il 21 novembre a Levi, non completato dalla Riis-Johannessen; non prese parte a rassegne olimpiche.

## Palmarès

### Mondiali
- 1 medaglia:
  - 1 oro (gara a squadre a Cortina d'Ampezzo 2021)

### Coppa del Mondo
- Miglior piazzamento in classifica generale: 51ª nel 2021

#### Coppa del Mondo - gare a squadre
- 1 podio:
  - 1 vittoria

### Coppa Europa
- Vincitrice della Coppa Europa nel 2017
- 11 podi:
  - 5 vittorie
  - 3 secondi posti
  - 3 terzi posti

#### Coppa Europa - vittorie
| Data             | Località  | Paese    | Specialità |
| ---------------- | --------- | -------- | ---------- |
| 10 dicembre 2016 | Kvitfjell | Norvegia | KB         |
| 16 gennaio 2017  | Zinal     | Svizzera | GS         |
| 24 gennaio 2017  | Davos     | Svizzera | DH         |
| 1º febbraio 2017 | Chatel    | Francia  | SG         |
| 21 febbraio 2020 | Sarentino | Norvegia | KB         |

Legenda:

DH = discesa libera

SG = supergigante

GS = slalom gigante

KB = combinata

### Nor-Am Cup
- Miglior piazzamento in classifica generale: 10ª nel 2015
- 7 podi:
  - 1 vittoria
  - 2 secondi posti
  - 4 terzi posti

#### Nor-Am Cup - vittorie
| Data             | Località | Paese       | Specialità |
| ---------------- | -------- | ----------- | ---------- |
| 17 dicembre 2013 | Vail     | Stati Uniti | SL         |

Legenda:

SL = slalom speciale

### Campionati norvegesi
- 11 medaglie[2]:
  - 8 argenti (discesa libera, supergigante, slalom speciale, supercombinata nel 2009; discesa libera, supercombinata nel 2010; supergigante nel 2011; discesa libera nel 2017)
  - 3 bronzi (supercombinata nel 2008; discesa libera, slalom speciale nel 2011)

### Campionati norvegesi juniores
- 3 ori (discesa libera, supergigante, supercombinata nel 2008)[senza fonte]